# Timbiriche 10
Timbiriche 10 es la décima producción de Timbiriche de corte juvenil, también conocido como el último álbum de la etapa exitosa del grupo, presentado en abril de 1990. Con la presentación de este, se da a conocer a los nuevos integrantes de la banda: Claudio Bermúdez, Bibi Gaytán y Patty Tanús; paradójicamente también sería el único que graban dentro de la banda, además de ser el último de Paulina Rubio, Edith Márquez y Erik Rubín. Este disco contiene un sonido más Roquero en algunos de sus temas; los hits más memorables son Princesa Tibetana y Me pongo mal.

## Timbiriche 10
Disco grabado por Paulina Rubio, Diego Schoening, Erick Rubín, Edith Márquez, Bibi Gaytán, Claudio Bermúdez y Patty Tanús, esta última fue sustituida por Silvia Campos, quien participó en toda la gira promocional del disco a pesar de no haber colaborado en la grabación del material.
Para Timbiriche iniciaba su última etapa de fama y éxito, con 3 nuevos integrantes: Claudio Bermúdez, Bibi Gaytán y Patty Tanús, de los cuales Bibi era la más conocida debido a que participó en la parte final de la gira del disco Timbiriche VIII y IX.
Me pongo mal es el primer sencillo, con el cual llegan a los primeros lugares de popularidad en México, pero al mes de iniciada la promoción, Patty es expulsa del grupo, debido a los datos falsos que dio al entrar a este (su estado civil y verdadera edad), siendo inmediatamente sustituida por Silvia.
Para junio, son premiados con discos de oro y platino por las más de 300,000 copias vendidas y su segundo sencillo, Princesa Tibetana, iba en ascenso en las listas de popularidad. Posteriormente, canciones como Historia de amor, Yo no soy una más y Sacúdete sonaron fuertemente en la radio.
En 1991, el grupo festeja 10 años de existencia en el programa La Movida, conducido por Verónica Castro, también tienen extensas giras por la república Mexicana y parte de América del Sur. El sexto sencillo Cómo te diré es lanzado en ese mismo año, aunque tiene poca difusión en comparación a los anteriores.

## Fin de la "Primera Generación Timbiriche"
En mayo de 1991, Paulina Rubio, una de las integrantes fundadoras del grupo, decide abandonarlo para darle paso a su carrera como solista; posteriormente otro miembro importante, Erick, opta también por dejar la banda y a éste se sumaron Bibi y Edith. Diego por su parte, es obligado a permanecer en el grupo por los ejecutivos juntamente a Silvia, mientras Claudio, quien había sido contemplado para continuar también, finalmente es despedido de la banda.

## Lista de canciones

### En formato LP
| Lado A |                                            |                                  |          |  |
| N.º    | Título                                     | Escritor(es)                     | Duración |  |
| 1.     | «Princesa Tibetana» (Erick (2ª voz Edith)) | Anahí Van, Guillermo Méndez Guiu | 5:45     |  |
| 2.     | «Yo no soy una más» (Edith)                | Anahí Van, Guillermo Méndez Guiu | 4:10     |  |
| 3.     | «Yo por ti» (Patty)                        | Anahí Van, Guillermo Méndez Guiu | 2:25     |  |
| 4.     | «Sacúdete» (Paulina)                       | Aleks Syntek                     | 2:42     |  |
| 5.     | «Historia de amor» (Todos)                 | Anahí Van, Guillermo Méndez Guiu | 3:50     |  |

| Lado B |                             |                                       |          |  |
| N.º    | Título                      | Escritor(es)                          | Duración |  |
| 1.     | «Me pongo mal» (Diego)      | Guillermo Méndez Guiu, Paulina Carraz | 3:22     |  |
| 2.     | «Eres un milagro» (Claudio) | Anahí Van, Guillermo Méndez Guiu      | 4:55     |  |
| 3.     | «Cómo te diré» (Bibi)       | Anahí Van, Guillermo Méndez Guiu      | 3:52     |  |
| 4.     | «Escapar por ti» (Todos)    | Aleks Syntek                          | 3:16     |  |
| 5.     | «Somos uno» (Todos)         | Anahí Van, Guillermo Méndez Guiu      | 3:30     |  |

### En formato CD
| N.º | Título                                     | Escritor(es)                          | Duración |  |
| 1.  | «Princesa Tibetana» (Erick (2ª voz Edith)) | Anahí Van, Guillermo Méndez Guiu      | 5:45     |  |
| 2.  | «Yo no soy una más» (Edith)                | Anahí Van, Guillermo Méndez Guiu      | 3:58     |  |
| 3.  | «Yo por ti» (Patty)                        | Anahí Van, Guillermo Méndez Guiu      | 2:25     |  |
| 4.  | «Sacúdete» (Paulina)                       | Aleks Syntek                          | 2:42     |  |
| 5.  | «Historia de amor» (Todos)                 | Anahí Van, Guillermo Méndez Guiu      | 3:05     |  |
| 6.  | «Me pongo mal» (Diego)                     | Guillermo Méndez Guiu, Paulina Carraz | 3:22     |  |
| 7.  | «Eres un milagro» (Claudio)                | Anahí Van, Guillermo Méndez Guiu      | 3:22     |  |
| 8.  | «Cómo te diré» (Bibi)                      | Anahí Van, Guillermo Méndez Guiu      | 3:52     |  |
| 9.  | «Escapar por ti» (Todos)                   | Aleks Syntek                          | 3:16     |  |
| 10. | «Somos uno» (Todos)                        | Anahí Van, Guillermo Méndez Guiu      | 3:58     |  |

## Posición de los sencillos
1. Princesa Tibetana - #1 del México Top 100
2. Me pongo mal - #1 del México Top 100
3. Historia de amor - #3 del México Top 100
4. Yo no soy una más - #1 del México Top 100
5. Sacúdete - #4 del México Top 100
6. Cómo te diré - #11 del México Top 100

## Antecedentes
- En este disco, ellos tenía una imagen característica: Bibi se impone con los microshorts, Erick, con los sombreros vaqueros, Diego usaba chalecos, las chicas usaban una variedad de sombreros, y Paulina va cuajando su imagen de La Chica Dorada.
- Originalmente quien ocuparía el lugar de Thalía fue una joven actriz llamada Lucero Jazmín, quién era prima de la actriz Erika Buenfil, ella ingreso en los días 20's del mes de agosto de 1989,y a las 2 semanas es remplazada por Patty Tanús, incluso la prensa ya había anunciado a Lucero Jazmín como nueva integrante de Timbiriche, pero su estancia solo duró 2 semanas, además se rumora que Paulina fue quien hizo que sacarán a Lucero Jazmín de la banda por ser la mejor amiga de Thalía, ya que estás dos últimas no se llevaban bien, incluso durante la gira del Disco Timbiriche VIII y IX terminaron en los Golpes en el escenario en un concierto en Guadalajara.
- Otra que audicionó para el lugar de Thalía fue Lorena Shelley, quien no quedó en esa ocasión pero entró años más tarde a Timbiriche.
- Tras la sorpresiva expulsión de Patty, se rumoraba que quien ocuparía su lugar sería Stephanie Salas, posteriormente se rumoró que sería Lolita Cortés , pero finalmente fue Silvia Campos quien ingresó al grupo.
- Bibi y Paulina establecieron una estrecha amistad, incluso Paulina es madrina de uno de los hijos de la pareja Capetillo-Gaytán.
- Paulina y Erik fueron novios. Posteriormente ocuparon varias portadas en revistas del corazón debido al famoso triángulo amoroso con Alejandra Guzmán.
- Claudio posteriormente compondría temas para Paulina y Edith en sus carreras como solistas.

- Datos: Q6146985